# Robert Fanshawe
Pour les articles homonymes, voir Fanshawe.
Robert Fanshawe, né le 4 janvier 1740 et mort le 4 février 1823 à Stonehouse, Plymouth, est un officier de la Royal Navy et homme politique britannique, membre du Parlement.

## Biographie
Robert Fanshawe est né en Amérique britannique le 4 janvier 1740. Il est le deuxième fils du contre-amiral Charles Fanshawe et d'Elizabeth Rogers, fille de John Rogers, 2e baronnet,. Robert Fanshawe est membre de la branche Parsloes de la famille Fanshawe, étant un descendant de William Fanshawe (en), un député qui a vécu au début du XVIIe siècle. Il rejoint la marine en 1753, servant comme midshipman sur le HMS Salisbury de 50 canons. Il sert aux Indes orientales durant la guerre de Sept Ans avec l'escadre commandée par le vice-amiral Charles Watson. Il participe à la prise de la forteresse de Geriah, à la reconquête de Calcutta et à la bataille de Chandernagor en 1757. Il a également pris part aux trois actions générales entre le vice-amiral George Pocock et Anne Antoine d'Aché, en 1758 et 1759, les batailles de Cuddalore, Negapatam et Pondichéry.
Il est nommé lieutenant le 11 septembre 1759 et embarque sur le HMS Tiger, un navire de 60 canons. Le Tiger est plus tard jugé hors d'usage, et Fanshawe retourne en Grande-Bretagne à bord d'un navire marchand. Il est promu commander le 23 août 1762 et nommé sur la bombarde HMS Carcass. Du Carcass, il prend le commandement du sloop de guerre HMS Speedwell en juin 1763, passant la majeure partie des trois années suivantes à l'American Station. Une nouvelle promotion a lieu le 26 mai 1768, avec son avancement au grade de post-captain,. Le premier commandement de Fanshawe à ce grade est la frégate HMS Lively, qu'il occupe d'avril 1769 jusqu'à l'automne 1770. Une période sans commandement en mer suit, jusqu'à ce qu'il prenne le commandement du HMS Carysfort de 28 canons en décembre 1775, pendant la guerre d'indépendance américaine.

### Guerre d'indépendance américaine
Fanshawe retourne dans les eaux nord-américaines et rejoint l'escadre du commodore William Hotham. Il participe à la prise de New York en septembre 1776, puis est affecté à la flotte de Lord Howe. Il prend le commandement du HMS Monmouth, un navire de 64 canons, en 1779, et sert sous les ordres de John Byron à la bataille de Grenade, le 6 juillet 1779, contre le comte d'Estaing. Le Monmouth est fortement engagé dans la bataille, s'opposant à l'avant-garde française afin d'empêcher la capture de plusieurs transports britanniques. Ses pertes totales lors de la bataille s'élèvent à 25 hommes tués et 28 blessés.
Le commandement suivant de Fanshawe, début 1780, est celui du HMS Egmont, un navire de 74 canons. L' Egmont est pris dans le Grand Ouragan de 1780, qui cause d'importantes destructions aux îles et à la navigation des Antilles. Le navire de Fanshawe survit, malgré la perte de tous ses mâts. Détaché pour escorter une flotte de retour en Grande-Bretagne en 1781, Fanshawe reçoit des informations selon lesquelles les flottes combinées de la France et de l'Espagne, totalisant quarante-neuf navires de ligne, sont en mer dans l'espoir d'intercepter son convoi. Il les emmène au nord, hors de portée de l'ennemi, les ramenant au port sains et saufs. Pour cela, il reçoit les remerciements de l'Amirauté et se voit offrir la Freedom of the City (en) d'Édimbourg. L' Egmont est désarmé peu après son arrivée, laissant Fanshawe brièvement sans emploi. Il est à Plymouth alors que la flotte de George Brydges Rodney s'apprête à appareiller. Le commandement du HMS Namur, navire de 90 canons, devient soudainement vacant, et Fanshawe est rapidement nommé à sa place. Il se distingue à la bataille des Saintes, le 12 avril 1782. Il reste à la tête du Namur jusqu'à la fin de la guerre en 1783, et est nommé à la tête du HMS Bombay Castle, navire de garde de 74 canons, à Plymouth, en 1785.

### Politique
De 1784 à janvier 1790, il siège comme député de Plymouth, partisan de William Pitt le Jeune. Ses seuls votes connus sont ceux de Pitt lors de la Régence, et il démissionne pour devenir commissaire du chantier naval de Plymouth. À ce titre, il est responsable de la gestion de l'ensemble du bassin et de la construction navale pour la Royal Navy. Il occupe ce poste de 1790 à 1815.

### Postérité
Il meurt à Stonehall, Stonehouse Plymouth dans le Devon, le 4 février 1823 ; à cette époque, s'il avait accepté son pavillon, il aurait été Admiral of the Red (en).

## Famille
Le 5 décembre 1769, Fanshawe épouse Christiana Gennys, fille de John Gennys de Whitleigh Hall, Saint Budeaux (Devon). Ils ont eu trois fils et neuf filles. Son fils aîné, également prénommé Robert, a suivi son père dans la marine, atteignant le grade de capitaine. Il est décédé à Antigua en 1804 alors qu'il commandait le HMS Carysfort, le navire que son père avait commandé 30 ans plus tôt. Son deuxième fils, Edward, a servi comme officier dans les Royal Engineers, tandis que son troisième fils, Arthur, a atteint le flag rank (en), tout comme le petit-fils de Robert, Edward. De ses filles, Christiana a épousé le révérend Francis Haggitt, prébendier et sous-doyen de Durham ; Elizabeth a épousé F. Glanville, Esq. ; Susan a épousé le vice-amiral William Bedford ; Catharine a épousé Thomas Byam Martin ; Cordelia a épousé le capitaine, plus tard vice-amiral, John Chambers White (en) ; Mary a épousé le vice-amiral Robert Stopford , et Penelope a épousé le colonel Duckworth, décédé à la bataille d'Albuera le 16 mai 1811. Deux autres filles, Anne et Harriet, sont enregistrées comme étant célibataires au moment de la publication de la biographie de Fanshawe.